# Noordenbergpoort
De Noordenbergpoort (ook wel de Noorderberg- of Neurenbergerpoort) is een voormalige stadspoort van de stad Deventer. De poort vormde de noordwestelijke doorgang naar de stad en was vernoemd naar de Noordenbergtoren die bij de poort stond. 

## Geschiedenis
De (oude) Binnen-Noordenbergpoort stamde uit de middeleeuwen en komt voor het eerst voor in de Cameraarsrekeningen  (stadsrekeningen) van 1339. Tijdens het beleg van 1578 poogden Staatse troepen onder leiding van Diederik Sonoy door het graven van ondermijningsgangen om de Noorderbergpoort- en toren op te blazen. De gangen werden echter ontdekt en de ondergrondse aanvallen werden afgeslagen door het garnizoen. De Buiten-Noordenbergpoort werd in 1606 gebouwd en was de eerst gebouwde van de drie buitenpoorten die onderdeel vormden van een nieuwe verdedigingsgordel die tussen 1597 en 1634 gebouwd werd. 